# Осип Цадкін

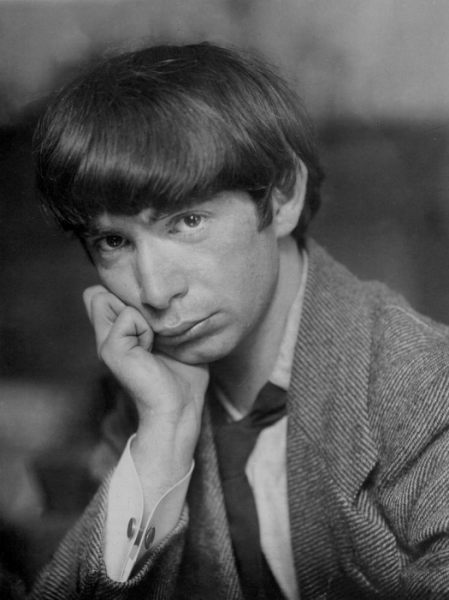
Осип Цадкін

Осип Ца́дкін (фр. Ossip Zadkine, Йосель Аронович Цадкин, 14 липня 1890, Вітебськ — 25 листопада 1967, Париж) — французький скульптор, художник, походив з вітебських євреїв; гравер, ілюстратор, поет і мемуарист.

## Біографія
Цадкін народився у єврейсько-шотландський родині у білоруському Вітебську. 
У 1905 році був відправлений до родичів на північ Англії, брав уроки ліплення у місцевій художній школі. У 1905–1909 роках жив в Лондоні, постійно відвідував Британський музей, навчався в Політехнічній школі.
З 1910 році влаштувався в Парижі, на Монпарнас, працював в «Ульє». 
У 1911 році його роботи були виставлені в Осінньому салоні і Салоні незалежних. Зблизився з Аполлінером, Бринкузі, Пікассо, Бурдель, Матіссом, Делоне, Модільяні (який залишив графічний портрет Цадкіна, 1913–1914). У 1914–1915 роках виставлявся в Берліні, Амстердамі, Лондоні.
Брав участь у Першій світовій війні, був отруєний газами, демобілізований в 1917 році, пережив затяжну душевну кризу.
У 1921 році вийшла перша монографія про Цадкіна впливового художнього критика Моріса Рейналя. Його виставки пройшли в Токіо, Греноблі, ретроспектива його робіт була представлена в 1926 році в Парижі. 
У 1925 році на Всесвітній виставці в Парижі удостоєний золотої медалі.
Упродовж 1939–1945 рр. мешкав у США. Помер в Парижі 1967 р. Похований на кладовищі Монпарнас у Парижі. У його домі у цьому місті відкрито музей.

## Твори та визнання
Скульптура Цадкіна, що пройшла через вплив кубізму, близька до експресіонізму. Особливу виразність його роботам надає використання розривів, пустот, «контррельєфи», як би вивертає пластичне простір навиворіт.
Великі ретроспективні виставки його скульптури пройшли в післявоєнні роки в національних музеях Амстердама, Парижа, Роттердама. У 1953 році в Роттердамі було споруджено пам'ятник «Зруйноване місто» роботи Цадкіна, в 1961 році — пам'ятник Ван Гогу в містечку Овер-сюр-Уаз, в 1964 році — братам Ван Гог в Зюндерт (Нідерланди).
До 1958 року Цадкін викладав в паризькій Академії Гранд-Шомьер. У 1965 році вийшла представницька монографія «Таємний світ Осипа Цадкіна», що включає його літографії, вірші, фотографії художника. Гігантська ретроспектива була відкрита в 1966 році в Художньому музеї Цюріха.
Деякі скульптури Цадкіна зберігаються в Мінську.

## Література про художника

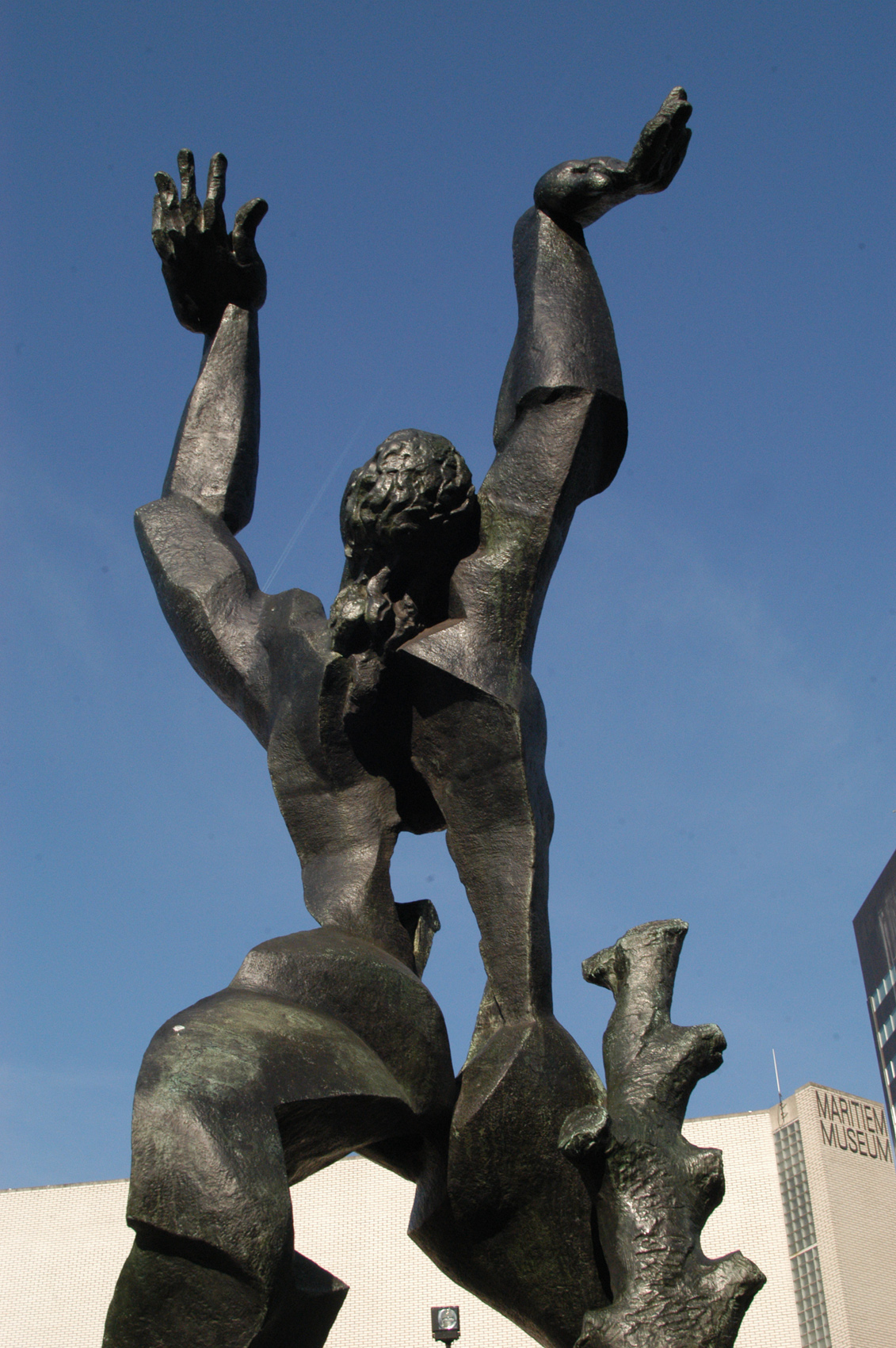
Монумент в Ротердамі, робота Цадкіна

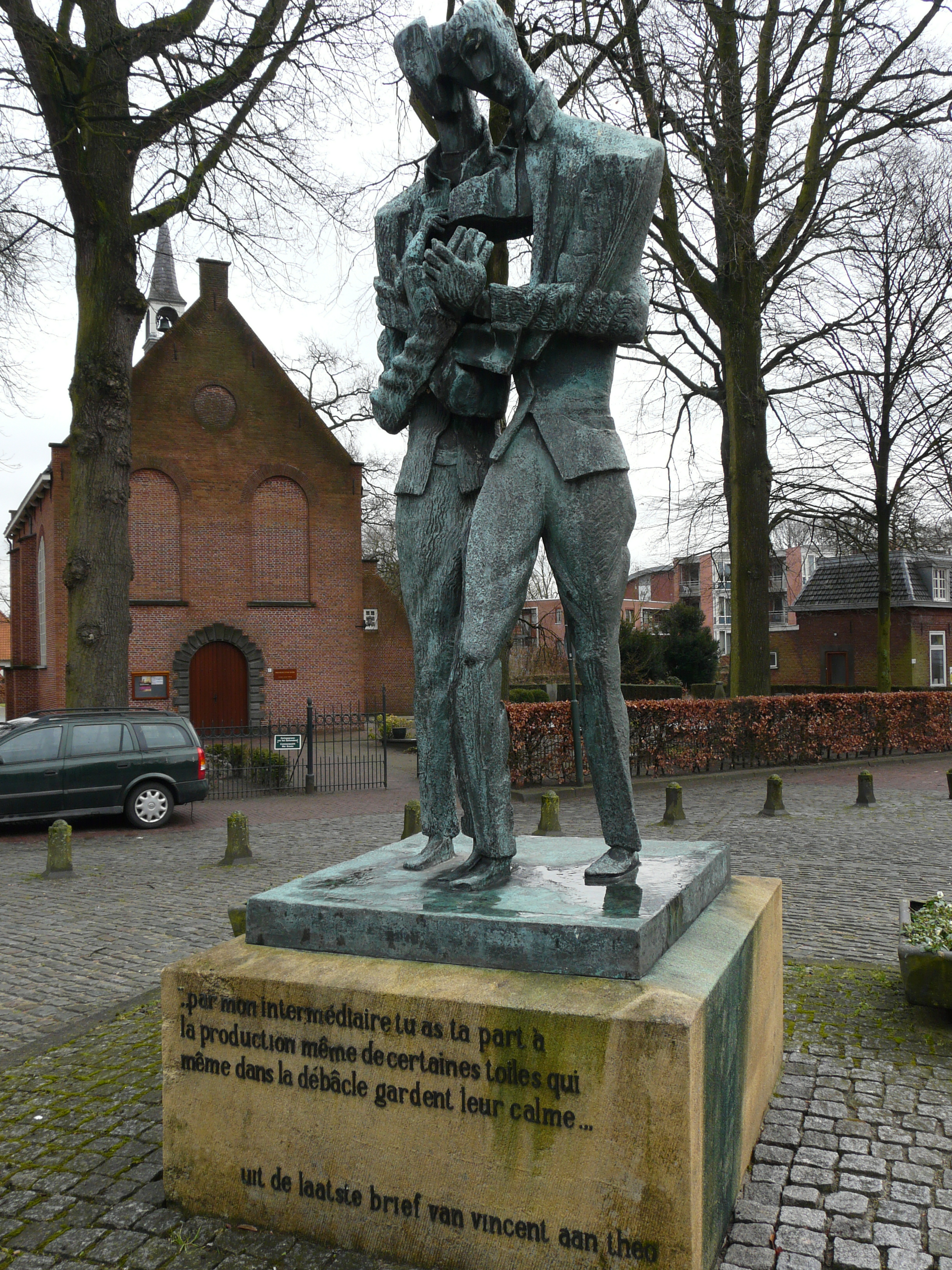
Пам'ятник братам Вінсенту і Теодору ван Гогам. Скульптор Осип Цадкін, Зундерт, Нідерланди, 1964 р.

## Основні твори
- Знищене місце, Роттердам (1953),
- Пам'ятник Ван Гогу (1961),
- Пам'ятник братам Ван Гог (1964).